# Lipovec (okres Chrudim)
Lipovec je obec v okrese Chrudim v Pardubickém kraji. Včetně části Licoměřice v níž žije 240 obyvatel.

## Historie
První písemná zmínka o vesnici pochází z roku 1401.

## Části obce
- Lipovec
- Licoměřice

## Pamětihodnosti
- Pomník protifašistických bojovníků